# Eurytoma leguminum
Eurytoma leguminum is een vliesvleugelig insect uit de familie Eurytomidae. De wetenschappelijke naam is voor het eerst geldig gepubliceerd in 1975 door Erdélyi & Szelényi.